# دویچه پست

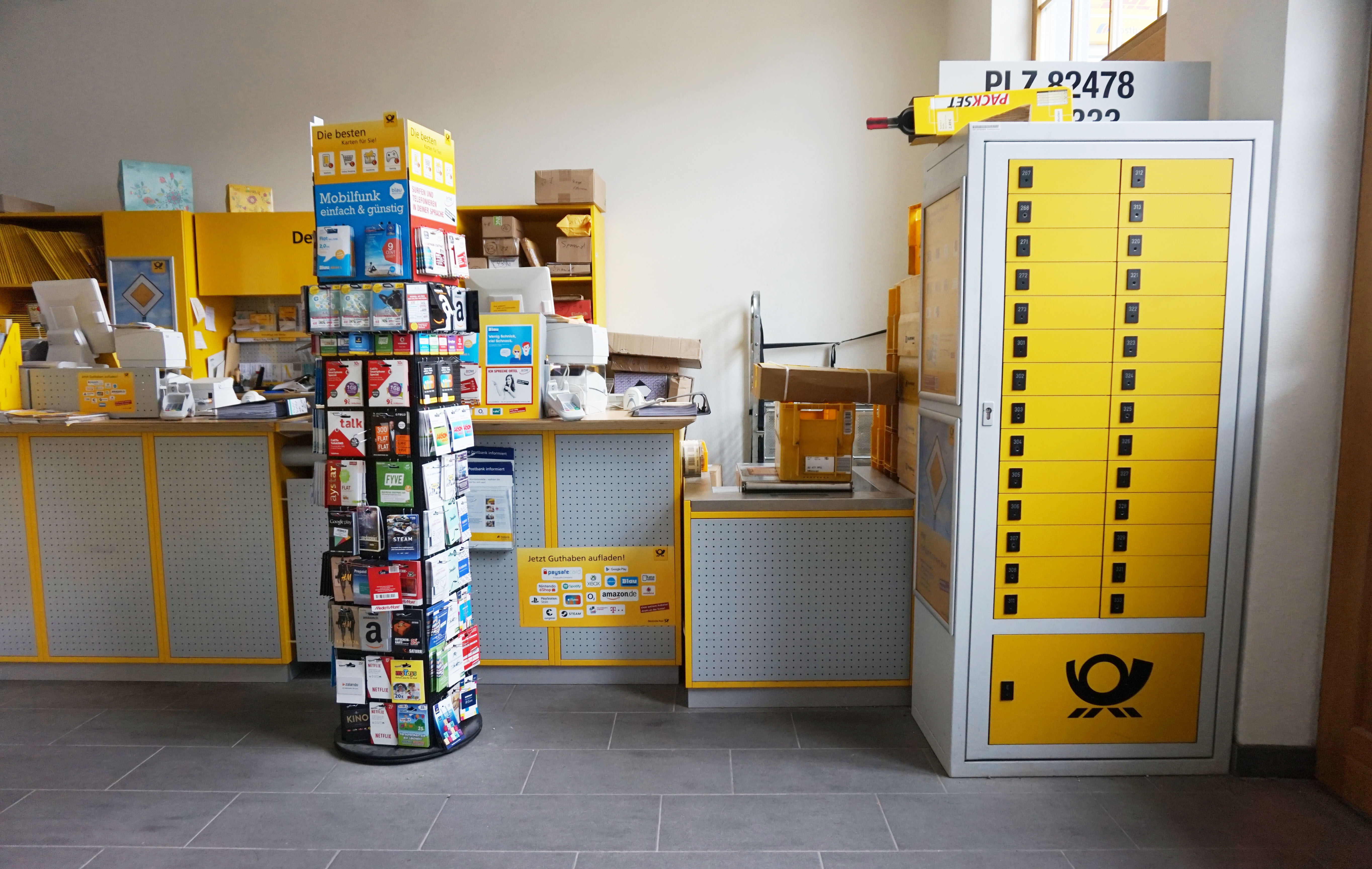
دفترِ دویچه پُست

دویچه پُست (به آلمانی: Deutsche Post AG) شرکت آلمانیِ پُستی، توزیعی و پیکی است. ادارهٔ مرکزی این شرکت در بن واقع شده و با بیش از ۴۶۷٬۰۰۰ نفر کارمند در بیش از ۲۲۰ کشور جهان و درآمدی بیش از ۵۱ میلیارد یورو (در سال ۲۰۱۰) بزرگترین شرکت توزیع در دنیا است. امروزه دویچه پُست تحت نام تجاریِ «شبکهٔ جهانی دویچه پست» (به انگلیسی: Deutsche Post World Net) فعالیت می‌کند.